# Pathologies pulpaires et périapicales en endodontie

## Étiologie des pathologies pulpaires
La pathologie endodontique trouve son origine dans quatre types d'agression :
- caries (90 % des cas) ;
- chaleur (dégagée par les instruments rotatifs) ;
- composés chimiques (de certaines restaurations) ;
- traumatismes (aigus ou chroniques).

Du fait de la localisation de l'agent agresseur et de la configuration anatomique de la pulpe, il est important de comprendre que la pathologie endodontique progresse de façon corono-apicale.

## Classification des pulpopathies
On a proposé un nombre important de classifications concernant les pathologies pulpaires et périapicales : classifications histologiques, radiographiques, cliniques.
La classification clinique apparaît comme la plus adaptée car elle est directement orientée vers l'indication ou la contre-indication du traitement, et au sein même du traitement, vers une approche spécifique du cas considéré.
Le diagnostic de l'état pathologique pulpaire ou périapical est une étape essentielle car il permet un choix fondé du traitement à appliquer. Il est basé sur l'analyse des informations obtenues par l'interrogatoire du patient et les résultats des tests de vitalité effectués.
On peut rencontrer six situations cliniques types :
- Pulpe normale
- Pulpe hyperhémique, pas de traitement dans ces deux cas.
- Pulpite,
- Nécrose et gangrène,
- Lésion d'origine endodontique,
- Abcès apical aigu, traitement endocanalaire indiqué dans ces quatre cas.

## Pulpe normale
La pulpe est considérée cliniquement normale lorsqu'elle ne présente aucune douleur spontanée et que sa vitalité peut être mise en évidence par des tests au chaud et au froid qui suscitent une réponse brève et modérée. Sur une image radiologique, l'espace pulpaire est représenté par une radiotransparence.

## Pulpe hyperhémique
La pulpe est considérée cliniquement comme hyperhémique lorsqu'elle réagit par des douleurs provoquées, dues au contact d'un agent irritant (froid, sucre, acide). Elles sont caractérisées par leur brièveté et leur faible amplitude. Le plus souvent ces sensations douloureuses sont associées au froid.
Dans cette situation, il faut, la plupart du temps, rechercher et traiter une carie ou une reprise de carie sous une restauration défectueuse.

## Pulpite
Les douleurs associées à ce degré d'inflammation de la pulpe sont généralement spontanées ou provoquées par un stimulus chaud. Elles sont aussi caractérisées par leur longue durée, leur intensité élevée et leur irradiation.
Ces douleurs sont typiques des consultations d'urgence.
Ce stade implique l'initiation immédiate du traitement endodontique ou d'un traitement d'urgence.

## Nécrose et gangrène pulpaire
L'état de nécrose et gangrène pulpaire est synonyme de mort pulpaire. Ce stade est caractérisé par une absence de symptôme et de réponse aux différents tests de vitalité. Il peut ou non être associé à la présence de lésions d'origine endodontique. C'est une indication du traitement canalaire. Il y a une importante invasion bactérienne dans les tubuli et évidemment une migration de ces bactéries au niveau pulpaire ou l'on observe une vacuolisation et une vasodilatation ainsi qu'une atrophie odontoblastique au début puis rapidement désorganisation de tout le parenchyme pulpaire qui perd sa spécificité. Attention la nécrose et la gangrène se différencient pour la première par une mortification aseptique, et pour la deuxième par une mortification septique.

## Lésion d'origine endodontique (LOE) apicale
Cet état correspond à la présence d'une image radioclaire (noire sur le film) que l'on observe sur la radiographie au niveau apical ou périradiculaire d'une dent nécrosée. C'est un stade qui est typiquement asymptomatique et découvert de façon fortuite à la radiographie. Il peut à tout moment évoluer vers une phase aiguë : l'abcès apical aigu. C'est également une indication de traitement canalaire.

## Abcès apical aigu (AAA)
C'est une symptomatologie aiguë accompagnée de douleurs constantes avec ou sans gonflement des tissus périradiculaires ou faciaux. On retrouve de façon constante une exacerbation des symptômes douloureux à la percussion ou à la mastication.
Ce stade peut dériver de l'évolution rapide d'une pulpite ou du passage en phase aiguë lésion d'origine endodontique jusque-là dormante (abcès récurrent). Ce stade nécessite un traitement d'urgence à établir un drainage tant par voie intracanalaire que par incision vestibulaire.

## Syndrome de la fêlure
Typiquement, les symptômes rapportés par le patient sont ceux de douleurs provoquées au chaud, au froid et à la mastication. Les douleurs sont très localisées, aiguës et rapportées le plus souvent aux molaires porteuses de gros amalgames. Elles sont parfois franchement à type pulpite.
Le stress et le bruxisme en sont souvent des facteurs associés.
Le diagnostic de cet état est délicat et parfois réellement difficile. Le praticien y est orienté par l'historique du problème, les résultats des tests de vitalité pulpaire, et particulièrement, ceux des tests de morsure et de transillumination.

## Origine des algies: endodontique ou parodontale
La pathologie parodontale partage certaines ressemblances avec la pathologie endodontique.
Ainsi, un abcès parodontal peut parfois être pris pour un abcès endodontique et entraîner un traitement endodontique inutile.
Le diagnostic différentiel est posé de façon très simple en déterminant si la dent en question est vitale ou non. Si les tests de vitalité donnent des réponses normales, il faut alors instaurer une thérapeutique parodontale à base de curetage et d'antibiothérapie.
Un syndrome du septum provoqué par un tassement ou bourrage alimentaire, peut être interprété comme étant une pulpite.

## Parodontites apicales(PA) oudesmodontites
On peut distinguer trois formes cliniques :
la PA chronique, la PA aiguë séreuse, la PA aiguë suppurée.

## La parodontite apicale chronique
Elle s'installe d'emblée à la suite d'une nécrose, ou après une parodontite apicale aiguë.
Signes subjectifs : sont identiques à la nécrose.
Signes objectifs : sont identiques mais la radiographie permet le diagnostic : l'image peut montrer un simple élargissement du desmodonte jusqu'à une image radioclaire de volume variable appendue à l'apex d'une dent nécrosée ou présentant un traitement endodontique initial. Cette image signifie la résorption osseuse et le tissu granulomateux de remplacement : granulome apical (quelquefois latéro-radiculaire). Suivant la taille du granulome et les rapports anatomiques de l'apex avec les parois osseuses alvéolaires (épaisseur des corticales), la palpation des tables osseuses révèle sa présence : dépression ou choc en retour. Une fistule sur la muqueuse alvéolaire accompagne parfois cette pathologie, son trajet sera objectivé par une radiographie après y avoir inséré un cône de gutta. Toutefois, cette fistule peut suivre le desmodonte et s'extérioriser par le sulcus gingival (le sondage parodontal est profond et étroit, limité au trajet fistuleux).
Traitement : désinfection complète et obturation tridimensionnelle de l'endodonte, restauration coronaire immédiate. Chirurgie endodontique avec scellement rétrograde lorsque la voie canalaire est impossible, avulsion.
Évolution : réparation ad integrum après traitement, parodontite apicale réfractaire, transformation kystique, évolution aigüe avec complications locales ou régionales (parodontite apicale aigüe, ostéite, abcès sous périosté, cellulite, sinusite) ou complications générales (septicémie, infection focale).

## Le kyste apical
Le kyste est une tumeur bénigne comportant une paroi avec un revêtement interne épithélial et un tissu conjonctif externe de soutien, cette paroi renferme un contenu liquidien jaune citrin contenant des cristaux de cholestérol. C'est une pathologie dont l'origine et surtout le traitement sont actuellement controversés. Il est cliniquement impossible de faire le diagnostic différentiel entre un kyste et une parodontite apicale chronique (granulome) seul l'examen histologique permet de poser le diagnostic. La revue de littérature portant sur le diagnostic étiologique des lésions périapicales donne en moyenne 40 % de kyste, 50 % de granulome et 10 % d'abcès (Bhaskar, Nobuhara, Del Rio) or 85 % des lésions périapicales guérissent après traitement endodontique, donc les kystes peuvent cicatriser. Pour Nair le kyste représenterait 15 %, le granulome 50 % et l'abcès 35 %. Pour Simon, il convient de préciser la nature du kyste, et la présence du tissu épithélial n'est pas toujours le critère de différenciation. De plus, 55 % de ces kystes seraient des « kystes vrais » et 45 % des « kystes en poche » c'est-à-dire des cavités en continuité avec le canal. Seuls les « kystes en poche » pourraient cicatriser après traitement endodontique, les autres relèveraient de la chirurgie endodontique.
En conclusion, pour des raisons diagnostiques et thérapeutiques, il est souhaitable d'appréhender cette pathologie comme une p.a chronique et en cas d'échec après traitement endodontique, on parlera de p.a réfractaire.

## La parodontite apicale réfractaire
C'est une parodontite apicale chronique.
Elle représente l'échec d'un traitement endodontique initial bien conduit. Les causes évoquées sont : microbiennes ou non microbiennes.
Causes microbiennes :
- intraradiculaires dans un espace endodontique non désinfecté et non obturé.
- extraradiculaires : actinomyces, entérocoques, champignons, (virus?).

Causes non microbiennes :
- exogènes : matériaux d'obturation, fibres de pointe de papier ou de coton, particules alimentaires.
- endogènes : kyste vrai, cristaux de cholestérol, anomalies anatomiques de la dent (sillon radiculaire).

Signes subjectifs et objectifs identiques à parodontite apicale chronique.
Évolution : parodontite apicale aigüe avec ou sans complications locales ou régionales (parodontite apicale aiguë, ostéite, abcès sous périosté, cellulite, sinusite) ou complications générales (septicémie, infection focale).
Traitement : chirurgie endodontique avec scellement rétrograde, ou avulsion.

## Les parodontites apicales aigües ou desmodontite

### Parodontite apicale aigüe séreuse
C'est le stade séreux de la réaction inflammatoire localisée au parodonte apical. La parodontite apicale aigüe séreuse peut apparaître d'emblée, succéder à une nécrose pulpaire, une parodontite apicale chronique, à des manœuvres thérapeutiques endocanalaires (par exemple : refoulement périapicaux de copeaux et débris dentinaires plus ou moins infectés, obturation débordante…).
Signes subjectifs : douleur spontanée, continue, lancinante, localisée à la dent causale avec irradiation au territoire du trijumeau. Douleur provoquée par le contact occlusal : sensation de « dent longue » ; ou encore par le contact de la langue : sensation d'extrusion.
Signes objectifs : l'inspection révèle les mêmes choses que pour la nécrose. Mais la dent est mobile et douloureuse, la percussion très sensible. Les tests sont négatifs et la radiographie peut montrer un simple épaississement du ligament ou une image radio-claire (granulome, kyste) en cas de réchauffement d'une parodontite apicale chronique.
Évolution : guérison si elle succède à un traitement endodontique est correct, ou évolution vers la parodontite apicale aigüe suppurée ou la parodontite apicale chronique.
Traitement : après traitement endodontique correct, prescription d'antalgique. Dans les autres cas le traitement endodontique sera mis en œuvre avec si nécessaire, désobturation de l'obturation canalaire incorrecte et préexistante et mise en forme et désinfection canalaire. On recherchera la perméabilité apicale (lime k no 10) qui ne provoquera pas d'écoulement purulent par le canal auquel cas on sera en présence d'une parodontite apicale aiguë suppurée. Ces manœuvres auront pour objectif de supprimer la cause bactérienne, c'est-à-dire de désinfecter l'endodonte. Ce dernier ne pourra pas être séché convenablement (exsudat séreux) ce qui imposera de différer l'obturation. Les canaux et la chambre pulpaire seront alors remplis de Ca(OH)2 sous un pansement occlusif étanche.
Si la voie endodontique est inaccessible à cause de la présence de tenon, faux-moignon, ou d'obstacle endocanalaire infranchissable dans le cadre de l'urgence, il y aura prescription d'une antibiothérapie à large spectre de 7 jours, associée à une corticothérapie de courte durée (3 jours).

### Parodontite apicale aiguë suppurée
Signes subjectifs : exagération des signes précédents.
Signes objectifs : sont identiques aux précédents. La palpation apicale des tables osseuses de la dent est douloureuse.
Traitement : comme précédemment le traitement endodontique sera mis en œuvre. La perméabilité apicale déclenche un écoulement purulent qui impose de laisser la dent ouverte 24 à 48 heures (le moins possible) afin d'assurer le drainage par la voie endodontique. Après ce délai, la mise en forme et la désinfection canalaire seront poursuivies et complétées. Si la symptomatologie clinique a disparu et que l'endodonte peut être séché, l'obturation canalaire sera effectuée. Sinon, un pansement transitoire de Ca(OH)2 sera placé comme précédemment, et l'obturation différée.
L'autre possibilité de traitement est l'avulsion de la dent causale qui permettra le drainage alvéolaire immédiat mais ce cadre dépasse l'odontologie conservatrice.
Il est à remarquer que pour de nombreux auteurs (Troppe et- coll) l'obturation canalaire de dent infectée doit être précédée par une interséance de Ca(OH)2 afin d'assurer une meilleure désinfection de la cavité endodontique contaminée. En fait, tout dépend de la difficulté du cas et de la capacité de l'opérateur à mettre en forme et désinfecter convenablement l'endodonte en une séance.